# Les Partisans
 (septembre 2022).
Si vous disposez d'ouvrages ou d'articles de référence ou si vous connaissez des sites web de qualité traitant du thème abordé ici, merci de compléter l'article en donnant les références utiles à sa vérifiabilité et en les liant à la section « Notes et références ».
Pour les articles homonymes, voir Partisan.

Les Partisans est un chant traditionnel russe dont la musique a été utilisée, avec des paroles différentes, par les deux camps de la guerre civile qui a suivi la Révolution de 1917 : l'Armée rouge, combattant pour les bolchéviques, et les armées blanches, tenantes de l'ordre ancien de la Sainte Russie.
Bien qu'écrit avant la Seconde Guerre mondiale, ce chant fut très utilisé par l'Armée rouge lors de cette guerre. Il est issu du Chant des partisans de l'Amour (de 1828) et se retrouve dans le chant régimentaire des Drozdovski des armées blanches (1919).
C'est de ce chant qu'Anna Marly s'est inspirée pour Le Chant des partisans : un jour, fin 1942, ayant lu dans les journaux britanniques le récit de la bataille de Smolensk, son âme russe se réveille. Un mot lui revient à l’esprit, ce mot de « partisans »[réf. nécessaire].

## Paroles pour les armées blanches
Le 27 juin 1919 le colonel Anton Tourkoul demanda au compositeur Dmitri Pokrass un nouveau texte comme hymne régimentaire. Le 29 juin retentit pour la première fois le chant du régiment de Drozdovski appelé Marche du régiment Drozdovski (Марш Дроздовского полка) :
| Из Румынии походом Шёл Дроздовский славный полк, Во спасение народа Исполняя тяжкий долг. Много он ночей бессонных И лишений выносил, Но героев закалённых Путь далёкий не страшил! Генерал Дроздовский смело Шёл с полком своим вперёд. Как герой, он верил твёрдо, Что он Родину спасёт! Видел он, что Русь Святая Погибает под ярмом И, как свечка восковая, Угасает с каждым днём. Верил он: настанет время И опомнится народ - Сбросит варварское бремя И за нами в бой пойдёт. Шли Дроздовцы твёрдым шагом, Враг под натиском бежал. И с трёхцветным Русским Флагом Славу полк себе стяжал! Пусть вернёмся мы седые От кровавого труда, Над тобой взойдёт, Россия, Солнце новое тогда! Припев: Этих дней не смолкнет слава, Не померкнет никогда. Офицерские заставы, Занимали города! Офицерские заставы , Занимали города! | Iz Rumynii pohodom Šël Drozdovskij slavnyj polk, Vo spasenie naroda Ispolnââ tâžkij dolg. Mnogo on nočej bessonnyh I lišenij vynosil, No geroev zakalënnyh Put’ dalëkij ne strašil! General Drozdovskij smelo Šël s polkom svoim vpered. Kak geroj, on veril tvërdo, Čto on Rodinu spasët! Videl on, čto Rus’ Svâtaâ Pogibaet pod ârmom I, kak svečka voskovaâ, Ugasaet s každym dnëm. Veril on: nastanet vremâ I opomnitsâ narod - Sbrosit varvarskoe bremâ I za nami v boj pojdët. Šli Drozdovcy tvërdym šagom, Vrag pod natiskom bežal. I s trëhcvetnym Russkim Flagom Slavu polk sebe stâžal! Pust’ vernëmsâ my sedye Ot krovavogo truda, Nad toboj vzojdët, Rossiâ, Solnce novoe togda! Pripev: Ètih dnej ne smolknet slava, Ne pomerknet nikogda. Oficerskie zastavy, Zanimali goroda! Oficerskie zastavy, Zanimali goroda! | En marche depuis la Roumanie Vint le glorieux régiment Drozdovski, Au secours du peuple Accomplir sa lourde tâche. Malgré les nuits blanches Et les épreuves endurées, La longue route n'effraie pas Les héros endurcis. Le général Drozdovski hardiment S'avança avec son régiment, Tel un héros, sûr De sauver la patrie ! Il voyait la Sainte Russie Succomber sous le joug Et comme cire de bougie Dépérir de jour en jour. Il en était sûr : le temps viendra Et le peuple se ressaisira, Rejettera le joug barbare Et avec nous au combat ira ! Les Drozdovstsi s’avançaient d'un pas ferme, L'ennemi assailli s'enfuit. Sous le drapeau tricolore de la Russie, Le régiment flirtait avec la gloire. Et même si nous rentrions grisonnant D'un labeur sanglant, Que sur toi se lève, Russie, Un soleil nouveau, enfin ! Refrain : De ces jours, la gloire ne s'éteindra pas. À jamais, elle retentira. Officiers aux avant-postes, À l'assaut des villes ! Officiers aux avant-postes, À l'assaut des villes ! |

## Adaptations en français
Des adaptations en français ont été réalisées, évoquant la guerre civile du point de vue des deux camps.

### Paroles françaises du chant des partisans rouges
Par le froid et la famine
Dans les villes et dans les champs
À l’appel du grand Lénine
Se levaient les partisans.(bis)
Pour reprendre le rivage
Le dernier rempart des blancs
Par les monts et par les plaines
S’avançaient les partisans. (bis)
Notre paix, c’est leur conquête
Car en mil neuf cent dix-sept
Sous les neiges et les tempêtes
Ils sauvèrent les Soviets. (bis)
Écrasant les armées blanches
Et chassant les Atamans
Ils finirent leur campagne
Sur les bords de l’Océan. (bis)

### Paroles françaises du chant des partisans blancs
Dans le froid et la famine,
Par les villes et par les champs,
À l'appel de Dénikine,
Marchaient les partisans blancs. (bis)
Sabrant les troupes bolcheviques,
Et ralliant les Atamans,
Dans leurs campagnes épiques,
Ils traquaient Trotsky tremblant. (bis)
C'est pour la Sainte Russie,
Pour la vieille tradition,
Pour la gloire et la patrie,
Que luttaient ces bataillons. (bis)
Votre gloire est immortelle,
Volontaires et officiers blancs,
Et votre agonie cruelle,
La honte de l'occident. (bis)

Couplets additionnels

Souffle le vent, sifflent les balles,
Gronde le son du canons.
Seuls debout dans les rafales,
Se tiennent les bataillons. (bis)
Dans le froid et la famine,
Par les villes et par les champs,
À l'appel de Dénikine
Marchaient les partisans blancs. (bis)